# Split Point Lighthouse
Das Split Point Lighthouse ist ein Leuchtturm, der nahe an Aireys Inlet, einer kleinen Stadt an der Great Ocean Road in Victoria, Australien, steht. Der Great Ocean Walk führt zum Leuchtturm.

## Geschichte
Ursprünglich wurde der 1891 gebaute Leuchtturm Eagles Nest Point genannt. 1919 wurde auf Automatikbetrieb umgestellt.
Die ersten Lichtanlage bestand aus Fresnel-Linsen aus Großbritannien. Sie sind heute noch im Gebrauch. Allerdings wurde die Fabrik in Birmingham bombardiert und das Wissen über die Herstellung der Kristalle in den Linsen ging unter, daher können sie nicht ersetzt werden, wenn sie verloren gehen. Eine japanische Firma schätzte die Kosten für eine Wiederinstallation im Auftrag der Australian Maritime Safety Authority auf mehr als AUD 1 Million.
Nach den Standards australischer Leuchttürme werden rote Filter für Lichtblitze bis zur äußersten linken und rechten Begrenzung des Gefahrenbereichs für Schiffe gesendet. Warum dieser Leuchtturm jahrelang mit einem gegenteiligen System arbeitete, ist nicht bekannt. Heute ist es korrigiert.

## Heute
Seit Sommer 2005 wird eine 30 Minuten dauernde Besichtigung des Leuchtturms angeboten, in der die Besucher die Möglichkeit haben, über die originale Treppenanlage bis zum Balkon hinaufzusteigen, der unterhalb des Laternenraums liegt. Besichtigungen waren zwar auch in den 1990er Jahren möglich, allerdings nur an einigen Tagen im Jahr.
Auf der Spitze des Leuchtturms befindet sich eine Mobilfunk-Antenne. Der Laternenraum kann nicht besichtigt werden, da er sich in Betrieb befindet.
Die ursprünglichen Gebäude für den Leuchtturmwärter wurden 2004 für AUD 1 Million versteigert.

## Populärkultur
Die in Australien populäre Kinderfernsehsendung Round the Twist nutzte das Gebiet um den Leuchtturm für mehrere Filmszenen. 
Der Leuchtturm ist Fundort der ersten Leiche in dem Kriminalroman The New Shoe von Arthur W. Upfield.

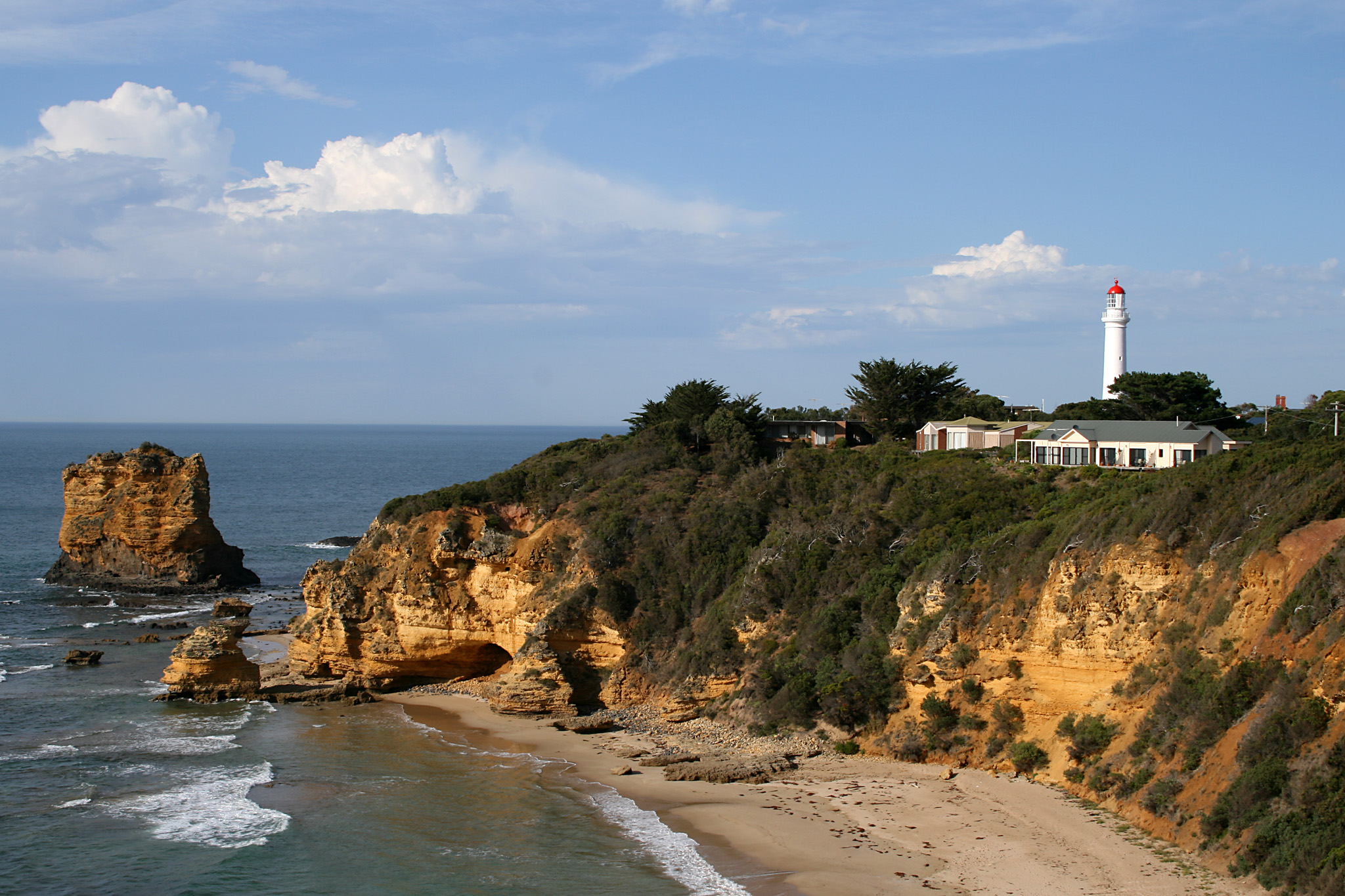
Split Point Lighthouse auf dem Eagle Rock
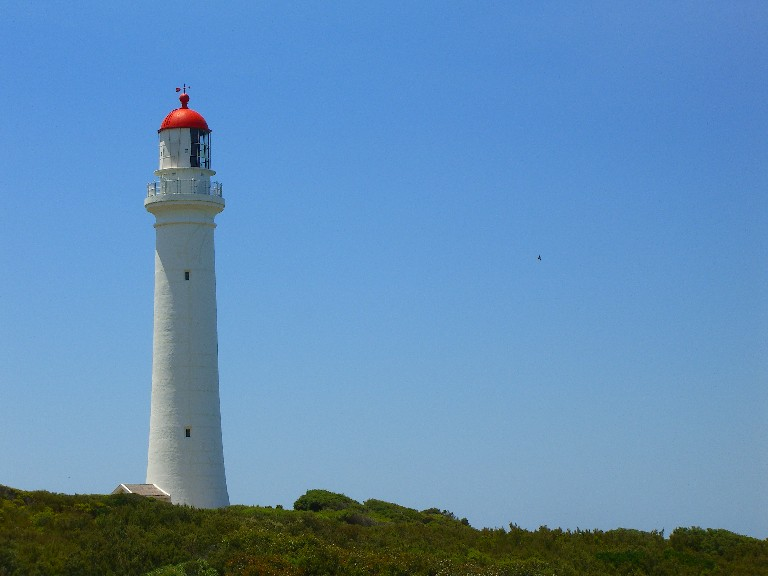
Das Gebiet führt weiter hinunter zu den Klippen
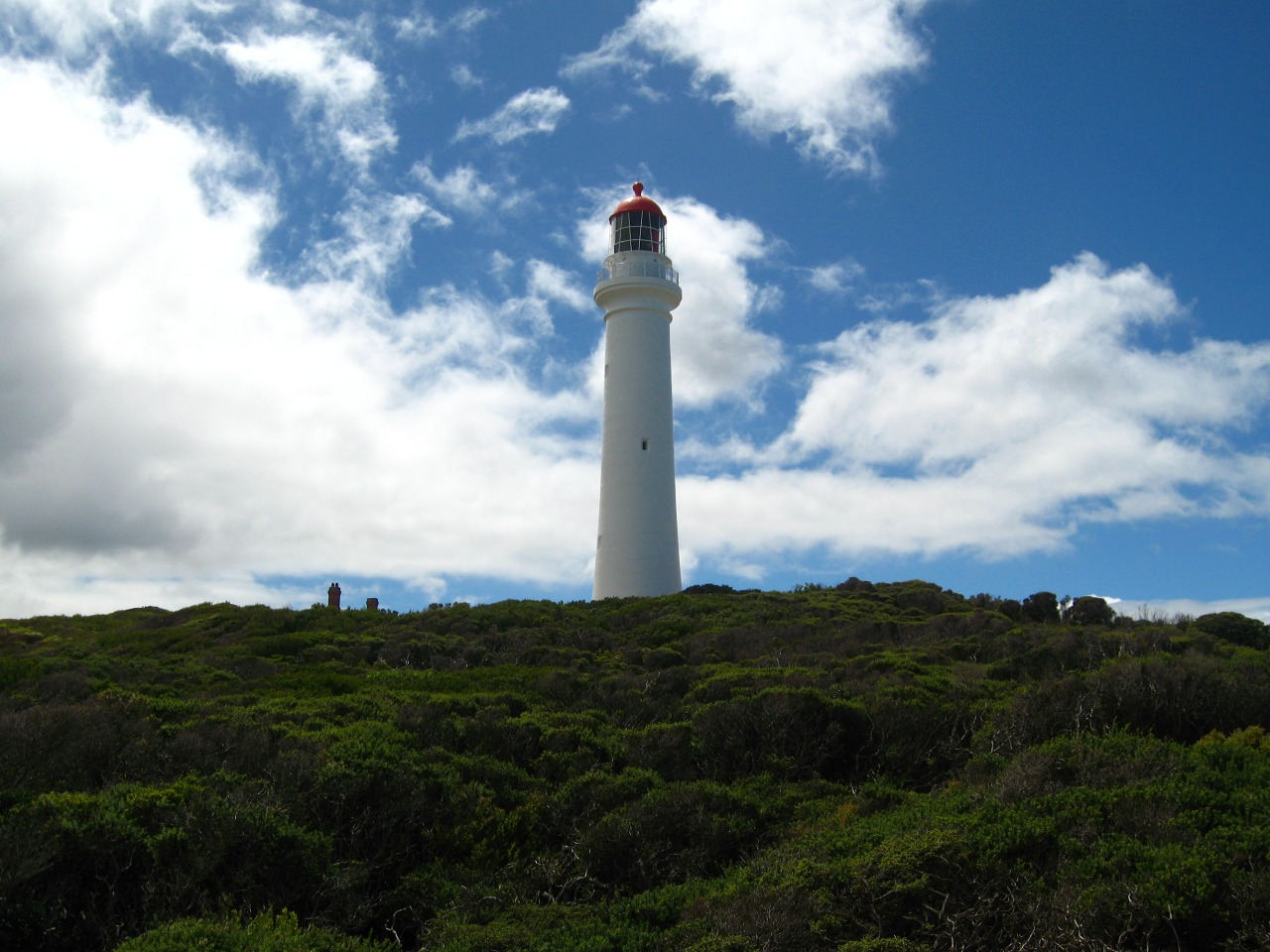
Split Point Lighthouse
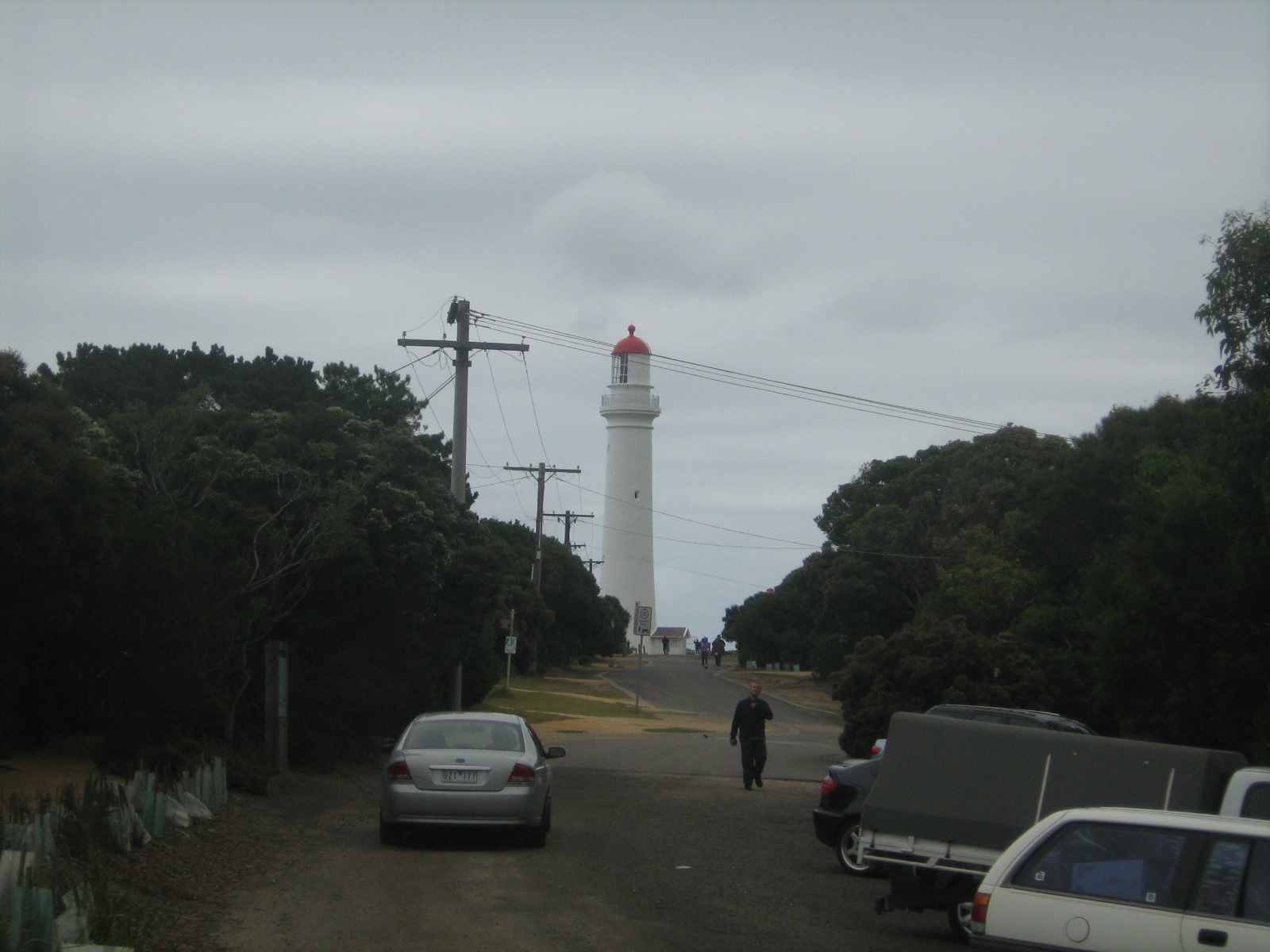
Split Point Lighthouse
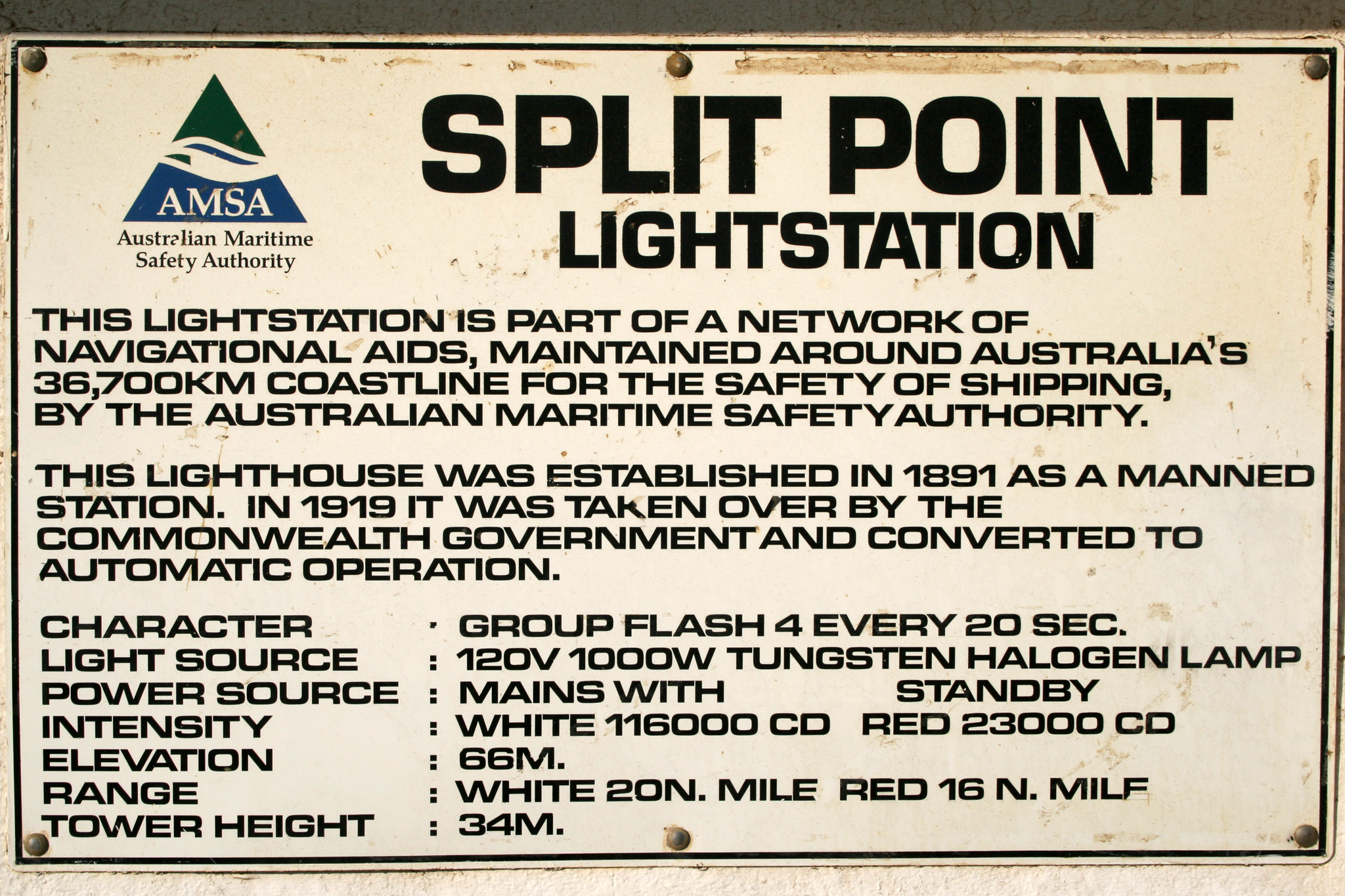
Plakette